# Girls Aloud
Girls Aloud este o formație britanică formată în cadrul spectacolului de televiziune Popstars: The Rivals la finele anului 2002. Grupul este format din interpretele Cheryl Cole (inițial Tweedy), Nadine Coyle, Sarah Harding, Kimberley Walsh și Nicola Roberts. De-a lungul carierei muzicale cele cinci au lansat cinci album de studio și trei albume de compilație, două dintre ele ocupând locul 1 în ierarhia celor mai bine vândute materiale discografice din țara lor natală. Formația deține cele mai multe intrări consecutive în primele zece poziții ale listei UK Singles Chart, pentru o formație compusă în totalitate din femei, cu douăzeci de reușite.
Primul extras pe single al grupului, „Sound of the Underground”, lansat la doar câteva zile de la câștigarea concursului a debutat pe prima poziție a clasamentului britanic, fiind până astăzi cel mai bine vândut cântec al formației. La scurt timp a fost lansat albumul cu același nume, ce a fost promovat cu ajutorul altor trei discuri single, No Good Advice, Life Got Cold, Jump. În anul 2004 Girls Aloud au lansat materialul What Will the Neighbours Say? alături de șlagărele „Love Machine” și „I'll Stand By You”, ultimul devenind un succes comercial. Vara anului 2005 a fost momentul potrivit pentru promovarea cântecului „Long Hot Summer”, care s-a dovedit mai puțin interesant decât predecesoarele sale, materialul discografic Chemistry, fiind unul dintre cele mai slab vândute discuri ale grupului. Girls Aloud au ajuns pe locul 1 în lista britanică UK Albums Chart un an mai târziu cu albumul de compilație The Sound of Girls Aloud, ce s-a comercializat în peste un milion de exemplare la nivel european.
La finele anului 2007 formația a lansat albumul Tangled Up ce a marcat o schimbare a direcției muzicale, majoritatea cântecelor posedând influențe de muzică electropop, fiind considerat de critici unul dintre cele mai reușite materiale ale grupului. Acesta a fost precedat de Out of Control ce conține șlagărul câștigător al unui premiu BRIT, „The Promise”.
După încheierea turneului Out of Control, Girls Aloud au declarat faptul că timp de un an formația își va încheia activitatea artistică, fiecare dintre cele cinci artiste oocupându-se de proiectele sale personale. Cu toate acestea, grupul a anunțat că la sfârșitul anului 2010 vor lansa cel de-al șaselea album de studio.

## Activitatea artistică

### 2002 - 2003: Începutul proiectului «Girls Aloud»
Girls Aloud a luat naștere în cadrul emisiunii de televiziune Popstars: The Rivals, la sfârșitul anului 2002. Conceptul spectacolului prezentat de moderatoarea Davina McCall îl consituia conceperea a două grupuri muzicale, unul format în totalitate din fete și altul compus doar din băieți, cele două formații astfel formate urmând să își lanseze discul de debut simultan. Pentru seria de emisiuni difuzate pe postul de televiziune ITV1 au fost selectate douăzeci de pesoane, dintre care zece fete și zece băieți. Ulterior, concurentele Hazel Kaneswaren și Nicola Ward au fost descalificate din motive diferite. Prima nu a avut vârsta potrivită pentru a participa, iar ultima s-a declarat nemulțumită față de onorariul primit. Cele două au fost înlocuite cu Nicola Roberst și Kimberly Walsh. 
Timp de două luni, participanți au interpretat o serie de cântece în cadrul spectacolelor, în grupul feminin rămânând Cheryl Cole (inițial Tweedy), Nadine Coyle, Nicola Roberts, Kimberly Walsh și Sarah Harding. Javine Hylton, o altă finalistă nu a intrat în grupul astfel format, deși era creditată ca fiind o posibilă membră a viitorului grup. Atât prezentatoarea McCall, cât și componenta juriului Geri Halliwell și-au exprimat surprinderea față de eliminarea lui Hylton, precum și o mare parte a presei din Regatul Unit. Afirmațiile conform cărora rezultatele au fost fraudate au fost infirmate de reprezentanții spectacolului. Javine Hylton și-a început o carieră independentă, fiind desemnată reprezentanta Regatului Unit la concursul european Eurovision din anul 2005.
Cele cinci componente rămase până la final au constituit grupul Girls Aloud, în timp ce finaliștii din categoria băieților au început proiectul One True Voice. Cele două formații și-au lansat simultan discurile de debut, reușind să ocupe primele două locuri din UK Singles Chart. Girls Aloud au înregistrat cântecul „Sound of the Underground” ce a urcat pe prima treaptă a ierarhiei britanice, fiind urmat de discul dublu „Sacred Trust/After You're Gone”. Compoziția „Sound of the Underground” a înregistrat vânzări de peste 213.000 de exemplare în prima săptămână de după lansare, comericializându-se în aproximativ 600.000 de copii în total. Piesa a devenit un succes la nivel european, câștigând poziția cu numărul 3 în clasamentul compilat de APC Charts/Euro 200 și a activat în listele muzicale din Australia, Belgia, Elveția, Germania, Franța, Olanda, România sau Suedia.

### 2002 - 2005: Debutul discografic și succesul primelor albume
După succesul regional întâmpinat de „Sound of the Underground”, acesta a fost lansat și la nivel european, câștigând poziția cu numărul 3 în clasamentul compilat de APC Charts/Euro 200. De asemenea, a activat și în ierarhiile naționale din țări precum Australia, Belgia, Elveția, Franța, Germania, Olanda, România sau Suedia. Cel de-al doilea disc single, „No Good Advice”, a fost apreciat într-un mod pozitiv de critici, Allmusic, cosiderându-l „mai interesant decât predecesorul său” și comparându-l cu clasicul Madonnei „Material Girl”. De asemenea, RTÉ.ie descrie compoziția ca „o încrucișare între Blondie și The Bangles. Cântecul s-a clasat pe locul 2 în Irlanda și Regatul Unit, intrând și în alte ierarhii europene. Materialul discografic pe care au fost incluse cele două înregistrări a primit numele cântecului de debut și a debutat pe locul secund în UK Albums Chart, fiind devansat de colecția de compoziții Justified, a interpretului american Justin Timberlake. De pe album a mai fost extrasă balada „Life Got Cold”, înaintea promovării unei ediții reeditate ce include o preluare după șlagărul „Jump” al formației The Pointer Sisters. „Jump” a devenit un succes la nivel european, ocupând locul 2 în Irlanda și Regatul Unit și locul 6 în regiunea belgiană Flandra. Ulterior înregistrarea a fost inclusă și pe cel de-al doilea album de studio al grupului, What Will the Neighbours Say?. Vânzările albumului de debut au depășit pragul de 300.000 de exemplare, primind un disc de platină din partea companiei British Phonographic Industry.

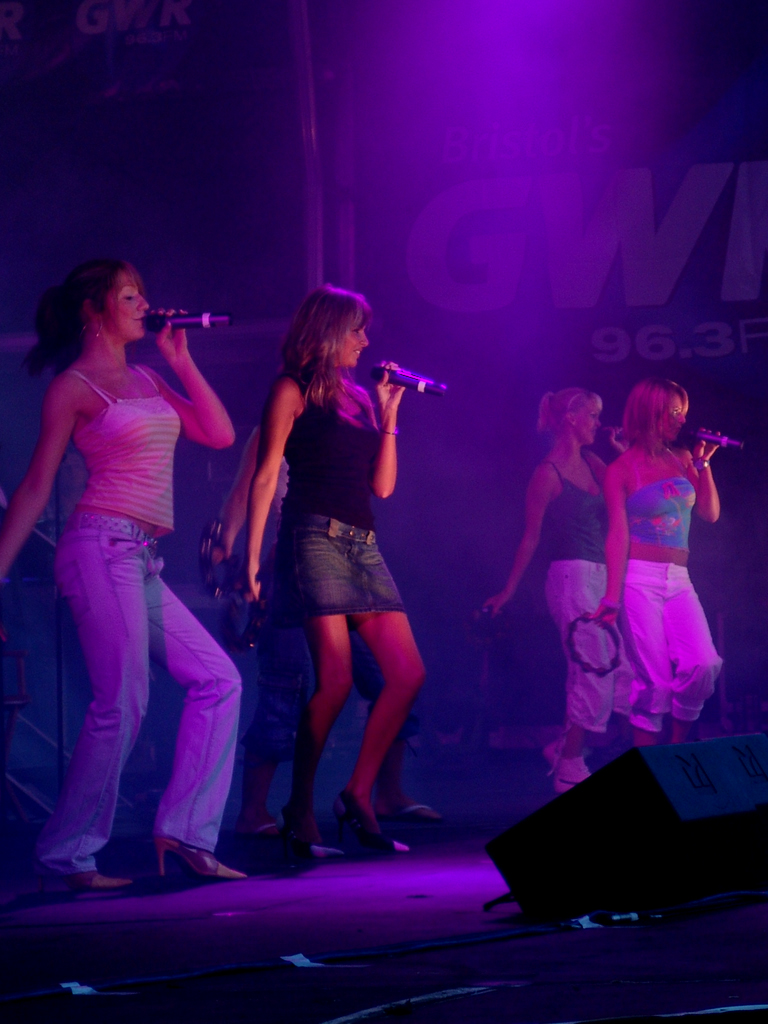
Girls Aloud.

Cel de-al doilea material discografic de studio al grupului, What Will the Neighbours Say? a fost lansat la finele anului 2004 și a câștigat locul 6 în Regatul Unit. Distribuirea compact discului lanțurilor de magazine a fost precedată de promovarea cântecelor „The Show”, „Love Machine” și „I'll Stand By You”. Lansat în vara aceluiași an, „The Show” a fost apreciat într-un mod pozitiv de critici, BBC Music descriind înregistrarea ca „vioaie”, adăugând: „Dacă îl asculți suficient de tare, o să ai impresia că te afli, probabil, în mijlocul unui cutremur - în sensul bun al cuvântului”. Acesta a fost urmat la scurt timp de „Love Machine”, și acresta fiind apreciat de critici, The Guardian felicitând priceperea compozitorilor ce au realizat cântecul. Ambele înregistrări s-au clasat pe locul secund în lista muzicală oficială a Regatului Unit. Cel de-al treilea single, preluarea „I'll Stand By You” a debutat pe prima poziția a ierarhiei britanice, toate profiturile fiind donate fundației „Children In Need”. Piesa a staționat în fruntea clasamentului timp de două săptămâni, vânzările din primele șapte zile ridicându-se la peste 57.500 de exemplare. Ultimul extras pe single, „Wake Me Up” a fost lansat la începutul anului 2005 și a câștigat premiul Popjustice £20 Music Prize, pentru „Cel mai bun single”. Același trofeu a fost câștigat și cu doi ani înainte, prin intermediul compoziției „No Good Advice”. Materialul s-a comercializat în peste 500.000 de exemplare în Regatul Unit, fiind recompensat cu un disc de platină. De asemenea, What Will the Neighbours Say? a primit un dublu disc de platină pentru cele peste 30.000 de compact discuri vândute.
În luna iunie a anului 2005, formația a lansat un DVD ce conținea toate videoclipurile realizate până în acel moment și o serie de materiale adiționale, printre care întâmplări din culisele platourilor de filmare. În vara aceluiași an formația a pornit într-un turneu de promovare, denumit după albumul What Will the Neighbours Say?. Un alt DVD a fost lansat în luna noiembrie a aceluiași an, acesta conținând o serie de interpretări live din cadrul seriei de concerte. 

### 2005 - 2006: Scăderea popularității și a vânzărilor
În luna august a anului 2005, grupul a lansat discul single „Long Hot Summer”, ce s-a clasat pe locul 7 în lista oficială a Regatului Unit. În acel moment, înregistrarea devenise singurul cântec al formației ce nu obținea o poziționare de top 5, având și o prezență scurtă în primele șaptezeci și cinci de trepte ale ierarhiei. De asemenea, piesa a ocupat doar locul 14 în Irlanda, fiind prima compoziție semnată Girls Aloud ce eșuează să ocupe o poziție în primele zece locuri ale topului național. Recenziile primite de cântec au fost preponderent nefavorabile, Virgin Media, descriind cântecul ca „efervescent, dar mai puțin impresionant”, în timp ce unul dintre compozitori a numit înregistrarea „un dezastru”. În toamna aceluiași an postul de televiziune ITV2 a difuzat documetarul Girls Aloud: Home Truths. Producția a urmărit activitatea grupului timp de o jumătate de an, prezentând pregătirile pentru turneul What Will the Neighbouts Say? Live, lansarea discului „Long Hot Summer”  și înregistrările pentru materialul Chemistry. 
După relativul insucces al primului extras pe single, formația a promovat un nou cântec, „Biology”. Acesta a fost apreciat de critici de specialitate, publicația The Guardian numind înregistrarea „cel mai bun single pop al deceniului”. De asemenea, Pitchfork Media, o publicație din Statele Unite ale Americii a cotat piesa pe locul 245 în lista „Celor mai interesante cântece de după 2000”, în ciuda faptului că materialul nu a fost lansat în această țară. Brian Higgins, unul dintre compozitorii piesei a declarat: „cred că este o înregistrare minunată”, spre deosebire de remarca făcută la adresa discului „Long Hot Summer”. „Biology” a readus formația în primele cinci trepte ale clasamentului britanic, ocupând poziția cu numărul 4 și înregistrând vânzări totale de peste 120.000 de exemplare pe teritoriul acestei țări. Înregistrarea le-a readus în top 10 și în Irlanda, unde a câștigat locul 7. Discul single a fost lansat și în Australia, unde s-a poziționat în primele treizeci de trepte ale ierarhiei naționale. 
Materialul pe care au fost incluse cele două piese se intitulează Chemistry, fiind lansat la începutul lunii decembrie a anului 2005. Albumul a debutat pe locul 11 în UK Albums Chart, în ciuda vânzărilor de peste 80.000 de exemplare. Sharon Mawer de la Allmusic și-a exprimat dezaprobarea față de perioada de promovare a albumului, susținând: „Niciodată nu a fost o idee bună să lansezi albume pop majore în decembrie, [...] iar Chemistry a suferit de pe unrma unei lansări ce a avut loc pe data de 5 decembrie, fiind eligibil pentru a intra în clasamente doar în săptămâna ce precede Crăciunul. Cu toate că s-a vândut bine, a devenit cel mai slab clasat material al lor, nereușind să intre în top 10”. Discul a beneficiat de două versiuni adiționale, una dintre ele constând într-o ediție specială ce oferă un compact disc bonus cu cântece specifice sărbătorilor de iarnă. Cea de-a doua variantă specială a fost lansată doar în Australia și Noua Zeelandă, aceasta conținând și extrasele pe single „The Show” și „I'll Stand By You”. Materialul a fost aclamat de criticii de specialitate, Virgin Media, oferindu-i punctaj maxim și afirmând: „Uită de formula insipidă de muzică pop a [grupului] Pussycat Dolls, dacă ești însetat de muzică pop de calitate, Chemistry este combinația câștigătoare”. De pe album au mai fost extrase cântecele „See the Day” și „Whole Lotta History”. Primul a fost lansat la două săptămâni distanță de Chemistry și a ocupat locul 9 în Regatul Unit, în timp ce ultimul a beneficiat de un videoclip filmat la Paris, în Franța și câștigând poziția cu numărul 6 în ierarhia britanică. Vânzările și poziționările tuturor celor patru discuri au înregistrat un declin, niciunul nereușind să obțină o clasare în primele trei trepte ale UK Singles Chart, transformând materialul Chemistry în singurul album al formației ce nu conține un single de top 3.
Girls Aloud: Home Truths a deschis calea unui nou serial ce le avea în centrul atenției pe componentele grupului, Girls Aloud: Off the Record. Difuzat între lunile aprilie și mai 2006, prezentându-le pe cele cinci în timpul filmărilor pentru videoclipul „Whole Lotta History”, pregătirilor pentru turneul Chemistry sau aparițiilor realizate în scopul promovării materialului Chemistry. Un DVD ce conține cele șase episoade a fost lansat în august 2006. 

### 2006 - 2008: Prima colecție de șlagăre și «Tangled Up»
Deși majoritatea fanilor doreau promovarea înregistrării „Models” inclusă pe materialul Chemistry, grupul a anunțat lansatea unui compact disc nou, sub numele de „Something Kinda Ooooh”. Music OMH apreciază formația pentru longevitatea sa în ciuda faptului că a fost creată în cadrul unui spectacol de televiziune, afirmând: „«Something Kinda Ooooh» este o dovadă în plus că ele sunt cele mai interesante artiste din muzica pop ale acestei țări”. Cântecul a câștigat locul 3 în Regatul Unit, primind un disc de argint pentru cele peste 200.000 de exemplare comercializate. La nivel european înregistrarea s-a clasat pe treapta cu numărul 11 în lista compilată de revista Billboard. Lansată la scurt timp, antologia de tip Greatest Hits, The Sound of Girls Aloud a debutat în fruntea ierarhiei britanice a albumelor, devenind primul material al formației ce obține această distincție. Discul include cele doisprezece extrase pe single ale primelor trei produse de studio și piesele adiționale „Money”, „I Think We're Alone Now” și „Something Kinda Ooooh”, ultimele două fiind lansate pentru a promova albumul. „I Think We're Alone Now” s-a clasat pe locul 4 în țara natală a formației și pe treapta cu numărul 34 în România, regiune unde a devenit prima intrare în top 40 de la „Sound of the Underground” care a ocupat locul 10. The Sound of Girls Aloud s-a comercializat în peste un milion de exemplare la nivel european, primind tripu disc de platină în Regatul Unit. 
În acceași perioadă, Girls Aloud au participat la primul episod al programului de televiziune Ghost Hunting With..., unde prezentatoarea Yvette Fielding îi conduce pe invitați în diverse clădiri bântuite pentru investigații. La scurt timp, cele cinci au anunțat faptul că vor colabora cu grupul muzical feminin Sugababes, înregistrând o preluare după șlagărul „Walk this Way” al formației Aerosmith, toate profiturile fiind folosite în scopuri caritabile. Versiunea interpretată de cele două formații britanice a ocupat locul 1 în UK Singles Chart și locul 11 în Irlanda. „Walk this Way” a fost declarată de revista Total Guitar Magazine cea de-a doua „Cea mai slabă preluare realizată vreodată”, după interpretarea lui Celine Dion a înregistrării „You Shook Me All Night Long”.
La scurt timp a fost promovată piesa „Sexy! No No No...”, ce anunța lansarea unui nou material discografic de studio. Allmusic descrie înregistrarea ca „Una dintre cele mai îndrăznețe melodii pe care le-au lansat”, în timp ce Daily Star o consideră „cel mai slab cântec al albumului”. Odată cu începerea comercializării sale, „Sexy! No No No...” s-a clasat pe locul 5 în UK Singles Chart, în timp ce în ierarhia europeană compilată de publicația americană Billboard a câștigat treapta cu numărul 17. Două luni mai târziu a fost promovat „Call the Shots”, ce urma să devină cel mai cunoscut și apreciat cântec al viitorului disc. Lansat cu doar o săptămână înaintea albumului părinte, Tangled Up, a debutat pe treapta cu numărul 9 în Regatul Unit, urcând o săptămână mai târziu pe locul 3. De asemenea, a devenit prima înregistrare a grupului ce obține poziția cu numărul 1 într-o țară diferită de cea natală, ocupând această treaptă în clasamentele din Croația și Estonia. „Call the Shots” s-a bucurat și de sprijinul posturilor de radio britanice, fiind cotat ca unul dintre cele mai difuzate cântece în Regatul Unit, ocupând locul întâi în lista celor mai difuzate discuri single. 
Albumul pe care au fost incluse, intitulat Tangled Up a fost lansat pe data de 19 noiembrie 2007, îmbinând elementele muzicii pop cu cele ale muzicii electronice, lucruri evidențiate în primul disc single sau piesele „Close to Love”, „Girl Overboard” sau „I'm Falling”. Recenziile primite de material au fost preponderent pozitive, unii critici muzicali considerându-l cel mai reușit album al grupului. BBC Music a numit discul „încă o capodoperă pop inexorabilă”, în timp ce The Guardin a făcut referire la Tangled Up prin cuvântul „irezistibli”. Virgin Media este de părere că „fetele s-au depășit pe ele însele”, iar Popjustice a oferit mateiralului o notă mai mare decât permitea baremul de notare, produsul discografic obținând șase puncte dintr-un total de cinci. Tangled Up a câștigat locul 4 în ierarhia britanică, primind un disc de platină. Alături de cel de-al partulea album de studio a fost lansat un material special ce coține doar remixuri și intitulat Mixed Up. Acesta a fost distribuit doar de către lanțul de magazine Woolworths la un preț special, alături de colecția de cântece principală. Un ultim single a fost promovat în luna martie a anului 2009, acesta fiind „Can't Speak French”. Apreciat într-un mod pozitiv de majoritatea recenzorilor, acesta a câștigat locul 9 în Regatul Unit și s-a poziționat pe treapta fruntașă a listelor muzicale din Macedonia. Considerat de The Guardian „un prim exemplu al abilității deținute de Xenomania de a aduna la un loc elemente muzicale diferite”, „Can't Speak French” a devenit unul dintre cele mai bine vândute extrase pe single ale formației, în ciuda clasării obținute. În acceași perioadă a fost difuzat serialul The Passions of Girls Aloud, care le prezenta pe patru dintre cele cinci membre ale grupului urmându-și pasiunile (din nou Nadine Coyle nu a participat la seria de filmări întrucât a dorit să se concentreze asupra unor acțiuni caritabile desfășurate în Bolivia). La scurt timp au început un turneu de promovare, pe teritoriul Regatului Unit.

### 2008 - 2009: Succesul albumului «Out of Control»
În timpul turneului de promovare al albumului Tangled Up, grupul a mărturisit faptul că au realizat o serie de înregistrări în perioada respectivă pentru cel de-al cincilea album de studio, Out of Control. Primul single al albumului, „The Promise” a avut premiera pe data de data de 14 septembrie 2008. Cântecul a fost interpretat în cadrul emisiunii The X Factor, emisiune unde Cheryl Cole a devenit membru al juriului. Drept rezultat,  „The Promise” a debutat direct pe prima poziție în Regatul Unit, cu cele mai mari vânzări ale anului până la acea dată, 77.110 exemplare într-o săptămână. Clasamentele mijlocului de săptămână din 22 octombrie 2008 arătau o detașare fermă față de locul 2. În Irlanda a obținut locul 2, devenind cel mai bine clasat single al grupului de la „Sound of the Underground”. Apreciat de critici pentru influențele anilor '60, este considerat de publicația Music OMH „cel mai potrivit cântec de început [al albumului], cu sonerii, armonii minunate și un refren care te conduce direct în brațele sale [ale cântecului]”. „The Promise” a primit un disc de aur în Regatul Unit, pentru cele peste 400.000 de exemplare vândute. 
Materialul pe care a fost inclus, intitulat Out of Control a debutat pe locul 1 în UK Albums Chart, devenind primul album de studio al grupului ce reușește acest lucru. The Guardian descrie colecția de înregistrări drept „un amestec de balade și optimism de necontenit optimist, cu hituri ușor de reținut”, în timp ce Allmusic consideră că „după cinci albume de studio în cariera lor, Girls Aloud încă mai sunt în stare să pompeze muzică dance de calitate și cu versuri geniale”. Discul s-a comercializat în peste 750.000 de exemplare, primind dublu disc de platină în țara natală a formației, dar și în Irlanda. Următorul single, „The Loving Kind”, a fost considerat cel mai bun cântec al grupului din întraga sa carieră de către Music OMH. Lansat la începutul anului 2009, acesta a ocupat locul 10 în Regatul Unit și prima poziție în Croația. Piesa a fost urmată la scurt timp de „Untouchable”, care nu a intrat în primele zece poziții ale clasamentului britanic și a devenit primul disc single al grupului ce nu reușește să câștige o astfel de distincție, în ciuda recenziilor pozitive. Materialul Out of Control a fost lansat și în Europa Continentală, după regiuni în care s-a insistat cu promovarea fiind Germania și Grecia. În ciuda unei campanii de promovare pertinente, ce a inclus și filmarea unui spot difuzat pe posturile de televiziune, atât albumul cât și cântecul „The Promise” au eșuat în încercarea de a intra în clasamentele germane. Acceași înregistrare a câștigat un premiu BRIT în 2009 la categoria „cel mai bun single britanic”. În același an, a fost confirmat faptul că formația a semnat un nou contract cu casa de discuri Fascination Records, sub patronajul căreia vor mai lansa trei albume. Odată cu încheierea turneului de promovare Out of Control, grupul a hotărât să își întrerupă activitatea timp de un an, urmând să se ocupe de cariere independente, însă și-au asigurat susținătorii de faptul că se vor întroarce în studio și vor lansa un disc la finele anului 2010.

### 2009 — prezent: Activități independente
În perioada în care formația a decis să să își înceteze activitatea, fiecare componetă și-a început propriile proiecte independente. Cheryl Cole a lucrat la un album de studio, intitulat Three Words, ce va fi lansat pe data de 26 octombrie 2009 și va fi precedat de promovarea extrasului pe single „Fight for this Love”. Acesta va fi lansat pe compact disc cu o săptămână înaintea materialului. De asemenea, Nadine Coyle a început o serie de înregistrări pentru prima sa colecție de cântece ca artist independent, aceasta fiind programată pentru o lansare la începutul anului 2010.
Celelalte trei membre ale grupului au decis să se concentreze pe o serie de proiecte ce nu au ca obiect principal muzica. Sarah Harding a primit un rol în producția britanică St. Trinian's II: The Legend of Fritton's Gold, peliculă pentru care va înregistra și o serie de cântece pentru a fi incuse pe coloana sonoră a filmului. De la sfârșitul lunii august 2009 Kimberly Walsh a încheiat un contract cu linia vestimentară „New Look”, cu care va lucra până în anul 2010. Singura componentă a grupului care nu și-a exprimat planurile de viitor este Nicola Roberts. 

## Autobiografie
Pe data de 8 aprilie 2008, Girls Aloud au confirmat pe site-ul lor oficial faptul că vor scrie o carte, o autobiografie, intitulată „Dreams That Glitter – Our Story”. Titlul vine de la un vers al piesei „Call The Shots” și cartea a fost publicată în octombrie 2008. Cartea se axează pe compunerea grupului și creșterea acestuia dar se ocupă și de poveștile individale ale componentelor.

## Imaginea grupului
Girls Aloud este nelipsit din paginile tabloidelor și ziarelor de scandal din Regatul Unit și Irlanda. Relația lui Cheryl Cole cu fotbalistul clubului Chelsea, Ashley Cole a fost intens mediatizată. În ianuarie 2008 în presa de scandal din Regatul Unit au apărut informații ce susțineau faptul că Ashley Cole și-a înșelat soția. Nici Nadine și Sarah nu au fost ocolite de tabloide, datorită relațiilor lor cu persoane celebre de la Hollywood. Nadine a avut o relație cu Jesse Metcalfe, cunoscut pentru rolurile din Neveste Disperate și John Tucker Trebuie să Moară, dar a încheiat relația în ianuarie 2008. Despre Sarah s-a zvonit că ar avea o relație cu actorul Stephen Dorff, dar nu a fost confirmat nimic.
De asemenea în ziare au apărut numeroase știri ce anunțau destrămarea grupului. Stirile se refereau la Nadiene și Cheryl. Zvonurile în legătură cu Nadine au prins viață după absența sa de la BRIT AWARDS, aceasta susținând că și-ar fi pierdut pașaportul. Un alt zvon a fost lagat de absența sa de la petrecerea aniversară a surorii colegei de trupă Kimberly. Despre Cheryl au apărut informații în legătură cu înregistrarea uni material solo, cu producătorul T2', cunoscut pentru piesa sa Heartbroken, ce le-a oprit pe fete să ajungă pe locul #2 în Regatul Unit cu piesa lor Call The Shots. Toate știrile și zvonurile legate de o eventuală despărțire au fost infirmate. 

## Discografie

### Albume
- 2003: Sound Of The Underground
- 2004: What Will The Neighbours Say?
- 2005: Chemistry
- 2006: The Sound Of Girls Aloud
- 2007: Tangled Up
- 2008: Out Of Control

## Turnee
- 2005  What Will the Neighbours Say? Live
- 2006  Chemistry Tour
- 2007  The Sound of Girls Aloud: The Greatest Hits Tour
- 2008  Tangled Up Tour